# Pärlbuske
Pärlbuske (Exochorda racemosa) är en rosväxtart som först beskrevs av John Lindley, och fick sitt nu gällande namn av Alfred Rehder. Den ingår i släktet Exochorda och familjen rosväxter. Arten förekommer tillfälligt i Sverige, men reproducerar sig inte.

## Underarter
Arten delas in i följande underarter:
- E. r. racemosa
- E. r. serratifolia

## Bildgalleri

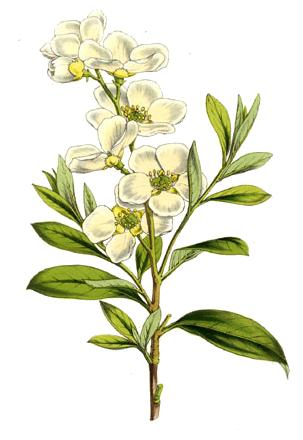
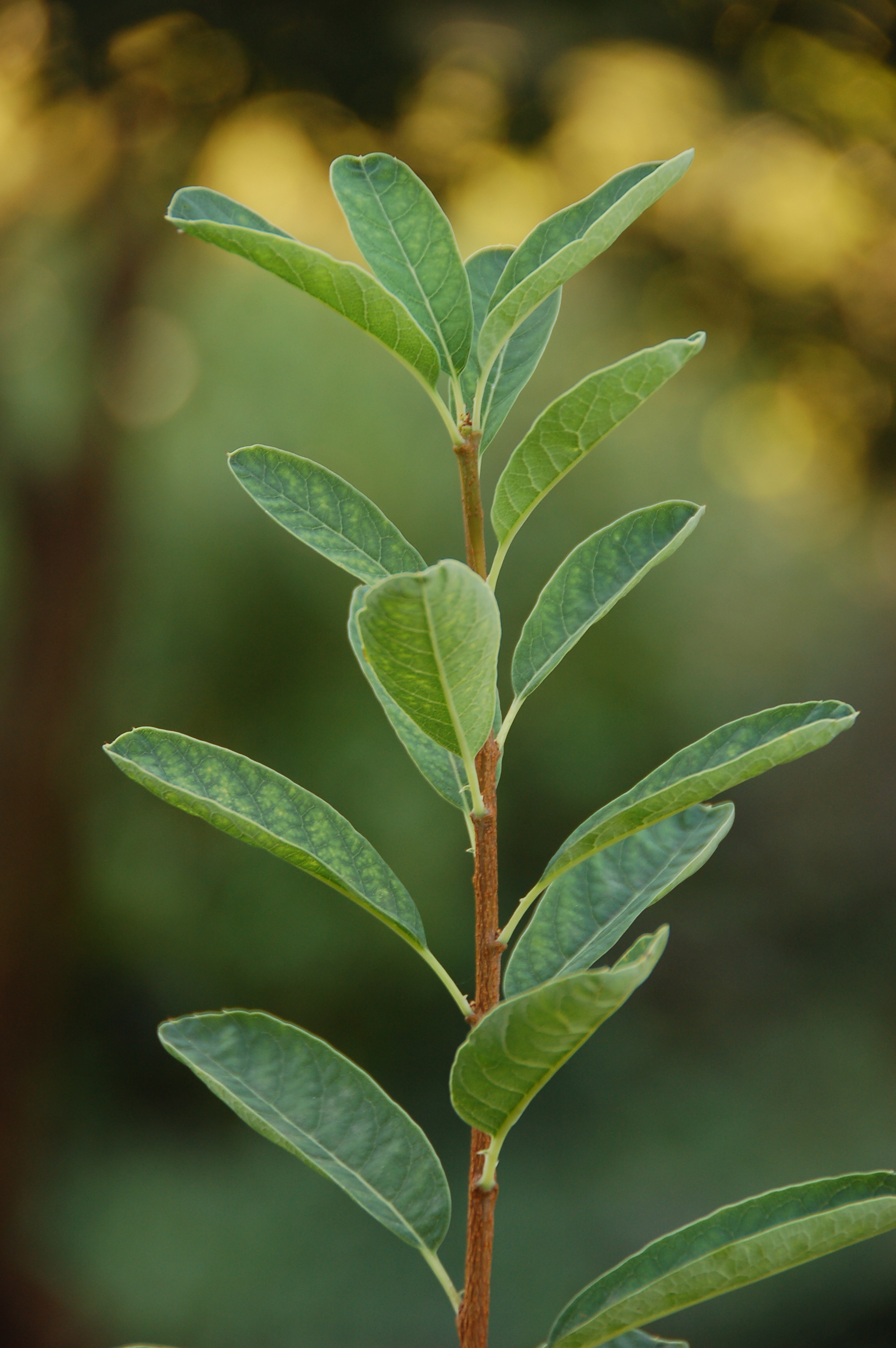
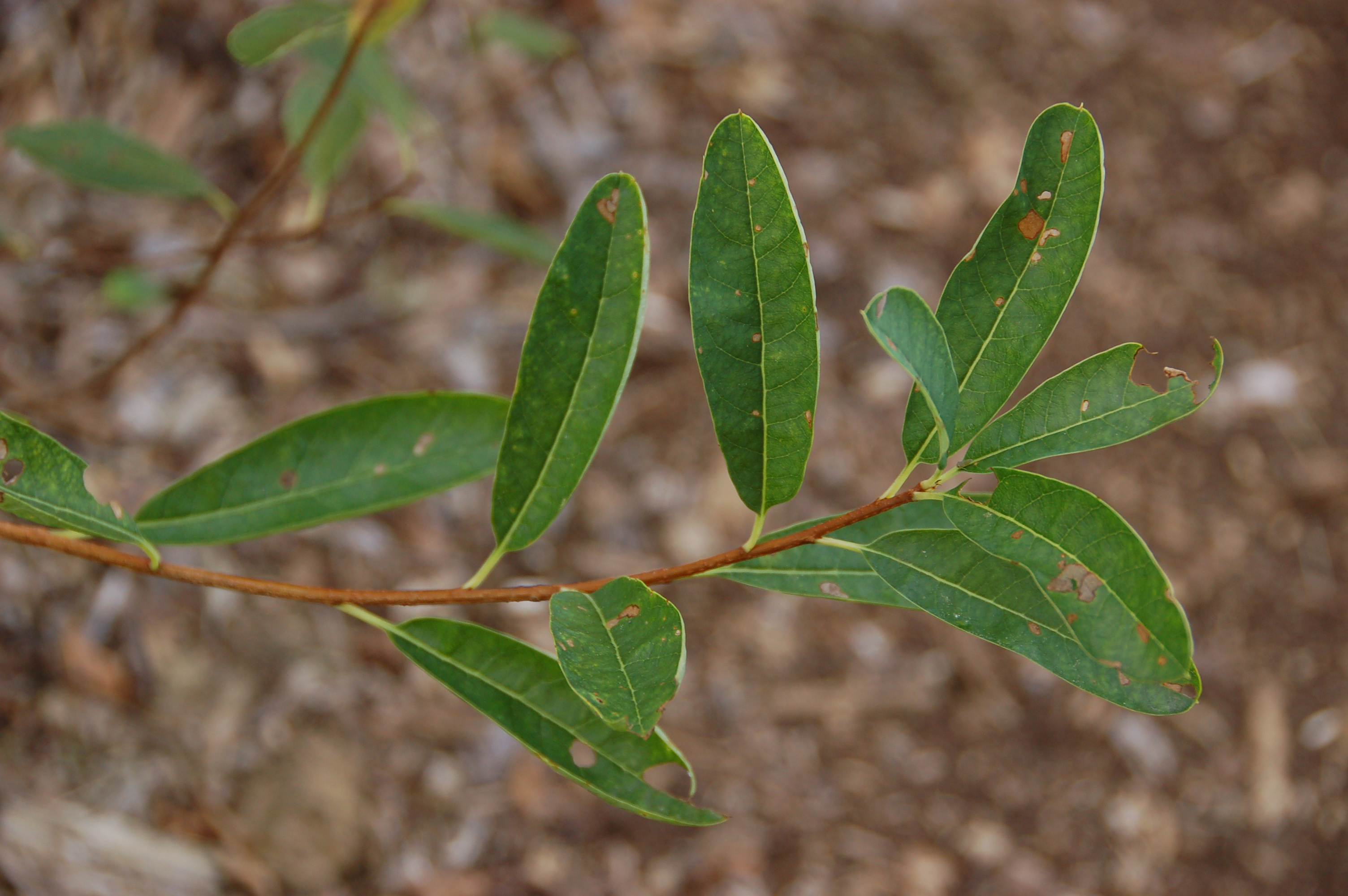
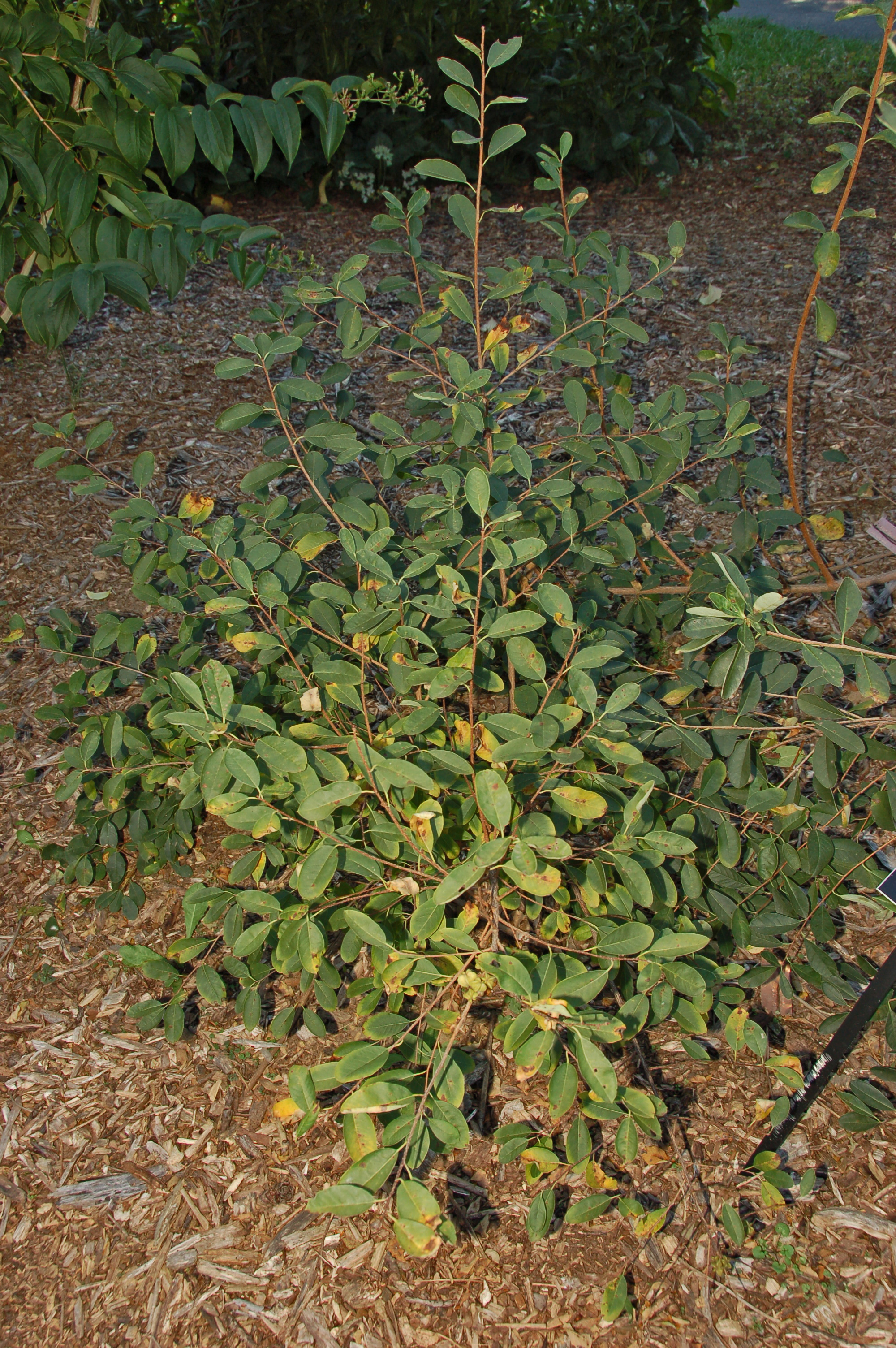
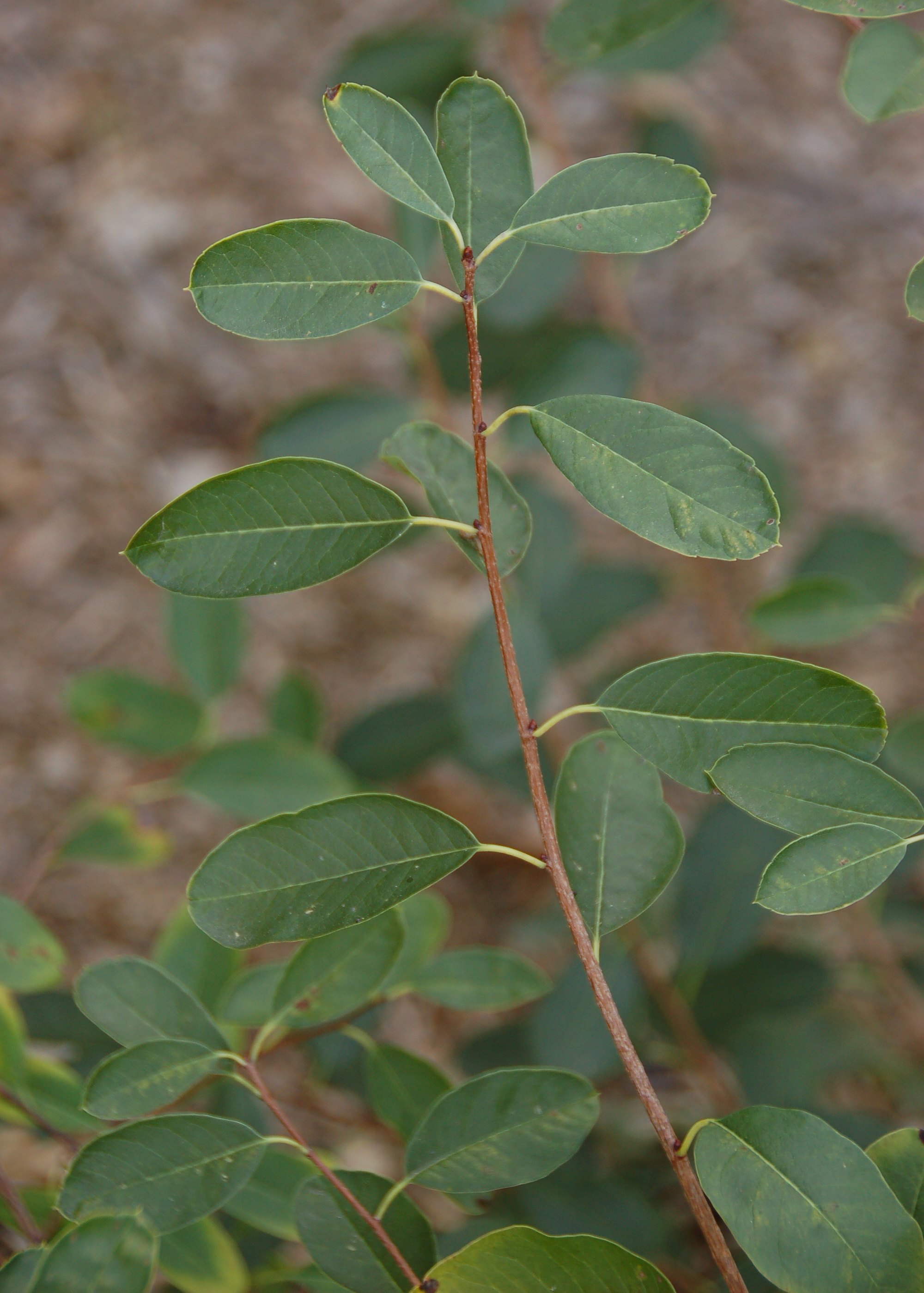
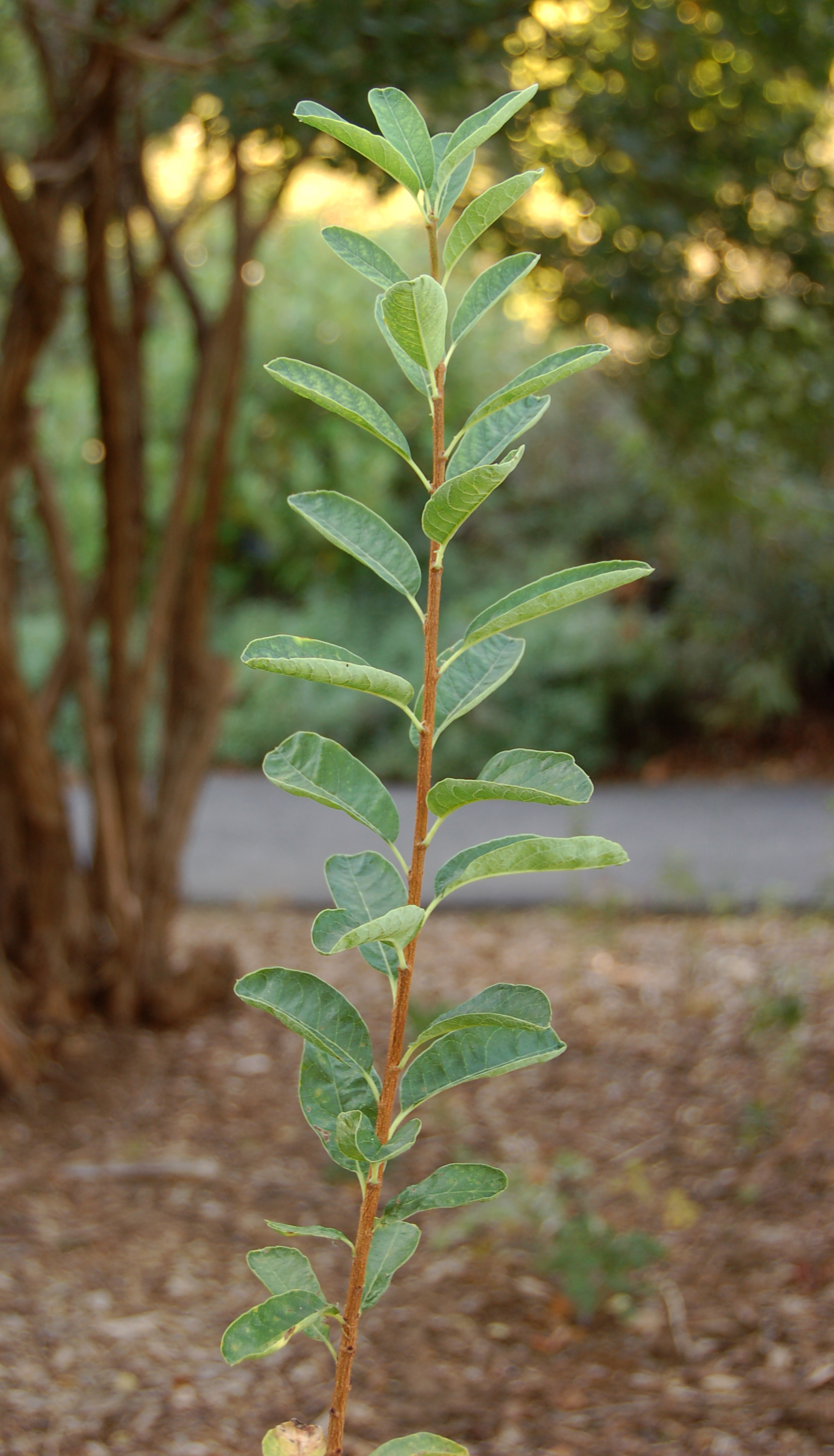